# Bruno Boyadjian
Pour l’article homonyme, voir Boyadjian.
Bruno Boyadjian (né le 15 novembre 1958 à Valence) est un joueur français de water-polo en activité dans les années 1980.
Joueur du Cercle des nageurs de Marseille, il fait partie de l'équipe de France participant au tournoi des Jeux olympiques d'été de 1988 à Séoul qui termine à la 10e place.
Il a obtenu de très nombreux titres de champion de France avec le CN Marseille.